# Râul Sărata-Monteoru
Râul Sărata-Monteoru este un curs de apă, afluent al râului Sărata. 